# Vladimir Zamanski
Vladimir Petrovitch Zamanski (en russe : Владимир Петрович Заманский), né le 6 février 1926 à Krementchoug (actuellement dans l'oblast de Poltava en Ukraine), est un acteur soviétique et russe de cinéma, de télévision et de théâtre.

## Biographie
Ancien combattant de la Seconde Guerre mondiale, Zamanski est diplômé en 1958 de l'École-studio du Théâtre d'Art académique de Moscou, où il eut comme professeur Sergueï Guerassimov. De 1958 à 1966, il est acteur du Théâtre Sovremennik à Moscou et de 1972 à 1980, il est acteur du Théâtre national d'acteur de cinéma.
Vladimir Zamansky a joué dans plus de 70 films. Les plus connus sont Sur sept vents, Mission à Kaboul, Arrivée sur les routes, Eternal Call, Deux Capitaines et Dans le domaine d'une attention particulière. Il travaille aussi dans le doublage de films.
Pour le rôle d'Alexandre Lazarev dans le film La Vérification d'Alexeï Guerman il reçoit le Prix d’État de l'URSS en 1988.
L'artiste s'est retiré de la vie active en 1998. Il s'est installée à Mourom dont il est élu citoyen d'honneur en 2013.
Le 20 juillet 2009, Vladimir Zamanski est décoré de l'Ordre de l'Honneur.

## Filmographie sélective
- 1960 : La Berceuse (Колыбельная) de Mikhaïl Kalik : Andrei Petrianu
- 1960 : Le Rouleau compresseur et le Violon (Каток и скрипка) d'Andreï Tarkovski : Sergueï
- 1962 : Aux sept vents (На семи ветрах) de Stanislav Rostotski : lieutenant Vassiliev
- 1965 : Pont en construction (Строится мост) de  Oleg Efremov : Aleksandr Perov
- 1969 : La Mort de Vazir-Moukhtar (Смерть Вазир-Мухтара) de Vladimir Retsepter : Maltsev
- 1970 : La Fuite (Бег) d'Alexandre Alov et Vladimir Naoumov : Baïev
- 1971 : La Vérification (Проверка на дорогах) d'Alexeï Guerman : Alexandre Lazarev
- 1971 : Libération (Освобождение) de Youri Ozerov : colonel général Pavel Batov
- 1972 : Solaris (Солярис) d'Andreï Tarkovski : voix
- 1976 : Deux Capitaines (Два капитана ) de Evgueni Karelov : Dr Ivan Ivanovitch
- 1976 : Une longue, longue affaire (Длинное, длинное дело), de Vladimir Chredel : le vice-procureur
- 1977 : Zone de vigilance particulière (У зоні особливої уваги)
- 1979 : Tzigane (Цыган, Țsygan) d'Alexandre Blank (ru) :  Privalov
- 1979 : Stalker (Сталкер) d'Andreï Tarkovski : voix au téléphone (non crédité)
- 1987 : Demain c'était la guerre (Завтра была война) de Iouri Kara : Leonid Liouberetski

## Honneurs
- 1945 : Médaille du Courage
- 1945 : Médaille pour la victoire sur l'Allemagne
- 1974 : Artiste émérite de la RSFS de Russie
- 1985 : Ordre de la Guerre patriotique
- 1988 : Artiste du peuple de la RSFSR
- 1988 : Prix d'État de l'URSS
- 2009 : Chevalier de l'Ordre de l'Honneur.